# Otello (nome)
Otello  è un nome proprio di persona italiano maschile.

## Varianti
- Ipocoristici: Tello
- Femminili: Otella
  - Ipocoristici: Tella

## Origine e diffusione

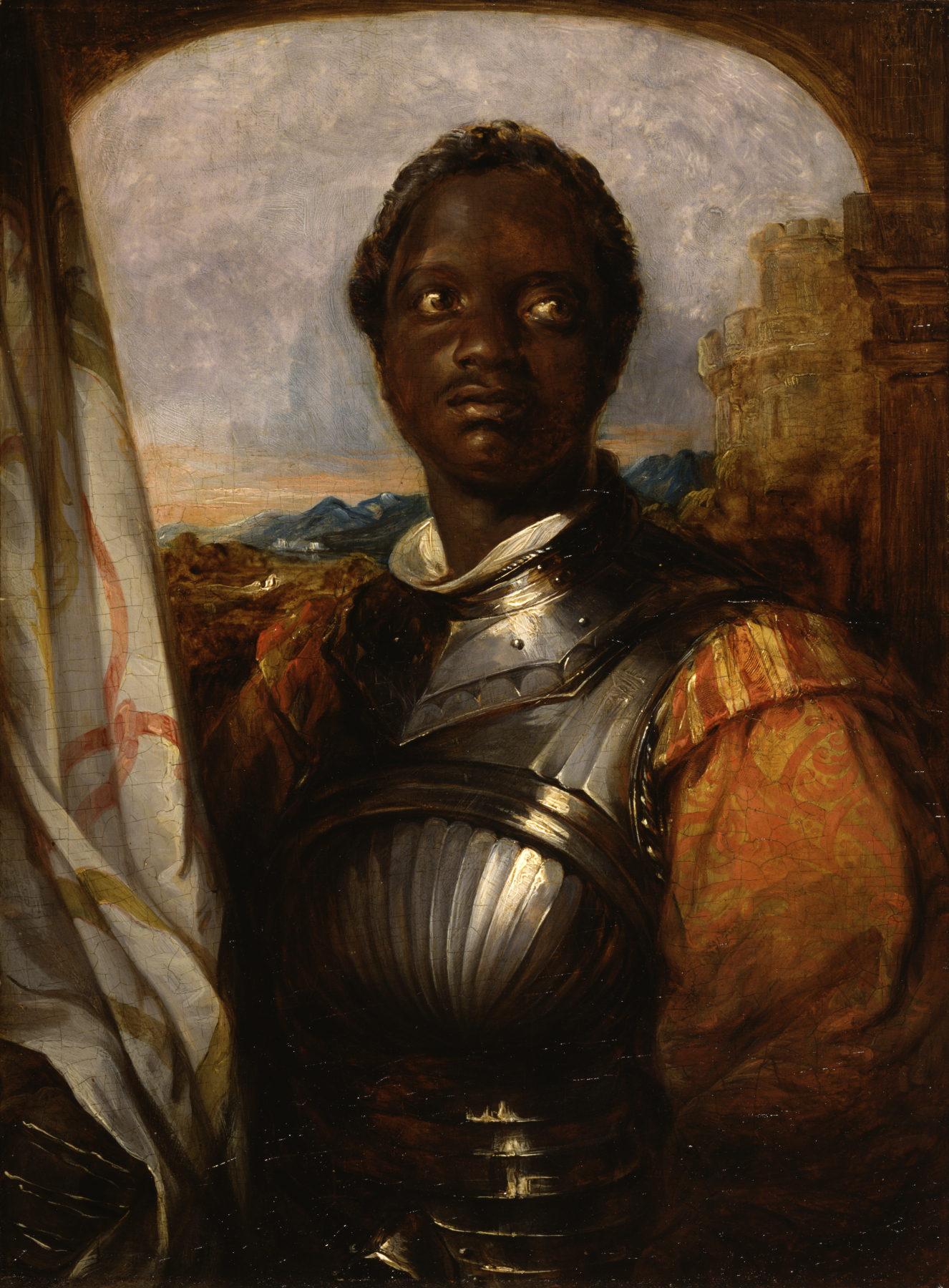
Otello, di William Mulready

L'origine è incerta. È possibile che sia un diminutivo di Otho (un nome latino di origine ignota, portato da un imperatore del I secolo, italianizzato in Otone). Alternativamente, può costituire un derivato di alcuni nomi germanici che cominciano con l'elemento audha, "ricchezza", "potere", "possesso" (come Oddone e Otmar); certe fonti riportano in effetti come significato "possessore", pur indicando l'origine come bretone e senza specificare alcuna etimologia.
È noto soprattutto per essere stato usato da Shakespeare per una sua opera, l'Otello, che venne ripresa poi da diversi altri autori quali Verdi e Rossini dando nuova popolarità al nome. È diffuso perlopiù in Emilia-Romagna e Toscana.

## Onomastico
È un nome adespota, cioè non è portato da alcun santo. L'onomastico ricade pertanto il 1º novembre, per la festività di Ognissanti.

## Persone

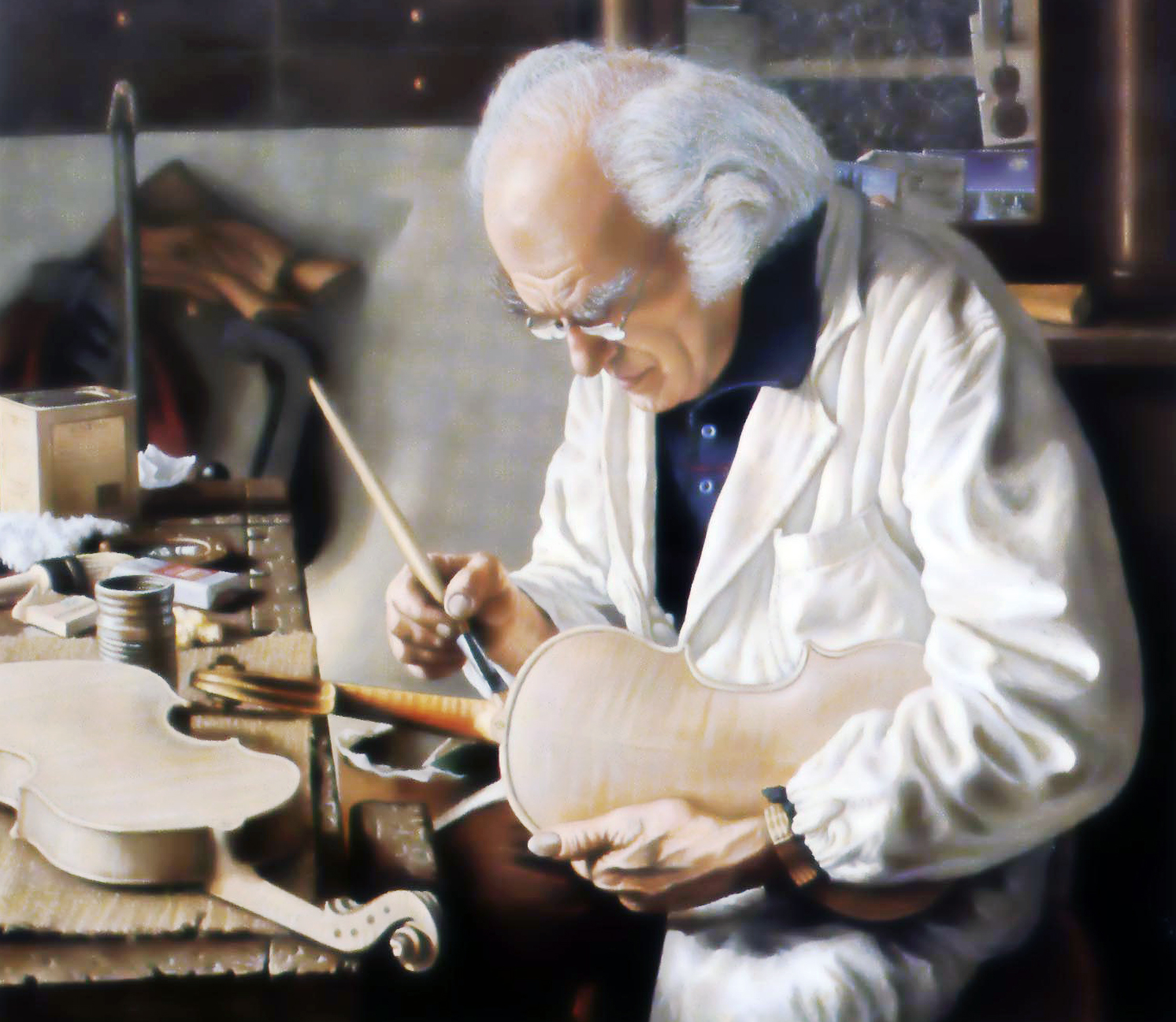
Otello Bignami

Otello Gaggi

- Otello Badiali, calciatore italiano
- Otello Bellei, calciatore italiano
- Otello Bignami, liutaio italiano
- Otello Boccaccini, cantante italiano
- Otello Buscherini, pilota motociclistico italiano
- Otello Calbi, compositore e musicista italiano
- Otello Catania, calciatore e dirigente sportivo italiano
- Otello Cavara, giornalista italiano
- Otello Colangeli, montatore italiano
- Otello De Maria, pittore italiano
- Otello Gaggi, operaio e antifascista italiano
- Otello Ghigi, illusionista italiano
- Otello Guidi, Giusto fra le Nazioni italiano
- Otello Martelli, direttore della fotografia italiano
- Otello Migliosi, presbitero e religioso italiano
- Otello Montanari, partigiano e politico italiano
- Otello Pighin, ingegnere e partigiano italiano
- Otello Profazio, cantautore italiano
- Otello Subinaghi, calciatore italiano
- Otello Terzani, politico e rivoluzionario italiano
- Otello Torri, calciatore italiano
- Otello Toso, attore italiano
- Otello Trombetta, calciatore italiano
- Otello Voliani, calciatore italiano
- Otello Zironi, calciatore italiano

### Variante Othello
- Othello Hunter, cestista statunitense
- Othello Molineaux, percussionista trinidadiano

## Il nome nelle arti
- Otello Celletti è il protagonista del film del 1960 Il vigile, diretto da Luigi Zampa.
- Otello Rinaldi è il macellaio "Manzotin" nel film del 1976 Febbre da cavallo, diretto da Steno.
- Otello Testa è un personaggio della soap opera Un posto al sole.